# بواز إليس
بواز إليس (بالإنجليزية: Boaz Ellis)‏ هو مبارز بالسيف أمريكي، ولد في 15 أكتوبر 1981 في صفورية في فلسطين.

## وصلات خارجية
- بواز إليس على موقع الاتحاد الدولي للمبارزة (الإنجليزية)